# Legenda Vox Machiny
Legenda Vox Machiny (oryg. The Legend of Vox Machina) – amerykański serial animowany fantasy dla dorosłych, oparty na pierwszej kampanii Critical Role. 

## Fabuła
Źródła:

Serial opowiada o przygodach grupy poszukiwaczy przygód zwanej Vox Machina. Działają oni na terenie Tal'Dorei, jednego z kontynentów Exandrii - świata Dungeons & Dragons wymyślonego przez Matthew Mercera.
W pierwszej serii animacji bohaterowie podejmują się dwóch zadań. Jedno z nich wiąże się z niebieskim smokiem Brimscythe'em, który zinfiltrował metropolię Emon. Drugie wyzwanie to walka z osobistymi wrogami Percy'ego - Briarwoodami, którzy przejęli władzę w jego rodzinnym Whitestone.
W drugiej serii ich wrogami są kolejne smoki, którym udaje się podbić osłabione Emon.

## Obsada
Źródła:
- Laura Bailey jako Vex'ahlia (Vex) Vessar
- Taliesin Jaffe jako Percival (Percy) Fredrickstein Von Musel Klossowski de Rolo III
- Ashley Johnson jako Pike Trickfoot
- Matthew Mercer jako Trinket i inne postacie
- Liam O'Brien jako Vax'ildan (Vax) Vessar
- Marisha Ray jako Keyleth
- Sam Riegel jako Scanlan Shorthalt
- Travis Willingham jako Grog Strongjaw

## Odcinki
| Część | Odcinki | Data opublikowania  | Data opublikowania   |
| Część | Odcinki | Premiera            | Finał                |
| ----- | ------- | ------------------- | -------------------- |
| 1     | 12      | 28 stycznia 2022    | 18 lutego 2022       |
| 2     | 12      | 20 stycznia 2023    | 10 lutego 2023       |
| 3     | 12      | 3 października 2024 | 24 października 2024 |

### Sezon 1 (2022)
| Nr | Tytuł                            | Reżyseria          | Scenariusz                     | Premiera         |
| -- | -------------------------------- | ------------------ | ------------------------------ | ---------------- |
| 1  | The Terror of Tal'Dorei – Part 1 | Young Heller       | Brandon Auman                  | 28 stycznia 2022 |
| 2  | The Terror of Tal'Dorei – Part 2 | Alicia Chan        | Brandon Auman                  | 28 stycznia 2022 |
| 3  | The Feast of Realms              | Stanley Von Medvey | Eugene Son                     | 28 stycznia 2022 |
| 4  | Shadows at the Gates             | Young Heller       | Ashly Burch                    | 4 lutego 2022    |
| 5  | Fate's Journey                   | Alicia Chan        | Mae Catt                       | 4 lutego 2022    |
| 6  | Spark of Rebellion               | Stanley Von Medvey | Jennifer Muro                  | 4 lutego 2022    |
| 7  | Scanbo                           | Young Heller       | Sam Riegel i Travis Willingham | 11 lutego 2022   |
| 8  | A Silver Tongue                  | Alicia Chan        | Marc Bernardin                 | 11 lutego 2022   |
| 9  | The Tide of Bone                 | Stanley Von Medvey | Kevin Burke i Chris Wyatt      | 11 lutego 2022   |
| 10 | Depths of Deceit                 | Young Heller       | Jennifer Muro                  | 18 lutego 2022   |
| 11 | Whispers at the Ziggurat         | Alicia Chan        | Eugene Son i Travis Willingham | 18 lutego 2022   |
| 12 | The Darkness Within              | Stanley Von Medvey | Brandon Auman i Sam Riegel     | 18 lutego 2022   |

### Sezon 2 (2023)
| Nr | Tytuł                       | Reżyseria    | Scenariusz                 | Premiera         |
| -- | --------------------------- | ------------ | -------------------------- | ---------------- |
| 1  | Rise of the Chroma Conclave | Young Heller | Brandon Auman i Eugene Son | 20 stycznia 2023 |
| 2  | The Trials of Vasselheim    | Alicia Chan  | Colleen Evanson            | 20 stycznia 2023 |
| 3  | The Sunken Tomb             | Eugene Lee   | Todd Casey                 | 20 stycznia 2023 |
| 4  | Those Who Walk Away         | Young Heller | Eugene Son                 | 27 stycznia 2023 |
| 5  | Pass Through Fire           | Alicia Chan  | Meredith Kecskemety        | 27 stycznia 2023 |
| 6  | Into Rimecleft              | Eugene Lee   | Mae Catt                   | 27 stycznia 2023 |
| 7  | The Fey Realm               | Young Heller | Kevin Burke                | 3 lutego 2023    |
| 8  | Echo Tree                   | Alicia Chan  | May Chan                   | 3 lutego 2023    |
| 9  | A Test of Pride             | Eugene Lee   | Sam Riegel                 | 3 lutego 2023    |
| 10 | The Killbox                 | Young Heller | Meredith Kecskemety        | 10 lutego 2023   |
| 11 | Belly of the Beast          | Alicia Chan  | Eugene Son                 | 10 lutego 2023   |
| 12 | The Hope Devourer           | Eugene Lee   | Brandon Auman              | 10 lutego 2023   |

## Premiera
Pierwsza seria miała premierę w Prime Video 28 stycznia 2022. Druga pojawiła się prawie rok później, a serial został przedłużony o trzecią jeszcze w październiku 2022.

## Odbiór
Zarówno pierwsza jak i druga seria Legendy Vox Machiny spotkała się z dobrą reakcją krytyków. W agregatorze recenzji Rotten Tomatoes 100% z 38 recenzji pierwszej serii uznano za pozytywne, a średnia ocen wystawionych na ich podstawie wyniosła 8,6 na 10. Także wszystkie 20 recenzji drugiej serii było przychylne, a średnia ocen wyniosła 8,2 na 10.
Agregator Metacritic zebrał cztery recenzje pierwszej serii i pięć drugiej, a średnie ocen wystawionych na ich podstawie wyniosły po 81 punktów na 100.